# Hic et nunc
Hic et nunc (lateinisch, deutsch: ‚hier und jetzt‘) ist eine Zwillingsformel, die ‚sofort‘ und ‚auf der Stelle‘ bedeutet. Die Wendung stammt aus der Philosophie und bezeichnet dort die räumlich-zeitliche Bestimmtheit des Einzelnen und die Individualität des konkreten Dinges.

## Philosophie
Mit dieser Wendung unterscheidet der Scholastiker Aegidius Romanus die Einzeldinge von den ewigen Universalien. Für Duns Scotus machen die Wirklichkeit die im hic et nunc existierenden Individuen in ihrer Gesamtheit aus, wodurch die Individualität und das singuläre Sein bedeutender werden. Allgemeinbegriffe sind für Scotus Handlungen eines im hic et nunc existierenden Individuums, das erkennt.
Pietro Pomponazzi stellte mit der Wendung in seiner Abhandlung über die unsterbliche Seele die Forderung auf, sich um die Gegenwart zu kümmern, da es seiner Auffassung nach keine unsterbliche Seele gibt. Der Mensch solle sich nicht für das Jenseits vorbereiten, sondern in diesem Leben und sofort für eine moralisch bessere Welt einsetzen. Pomponazzi kritisiert hier das Verständnis von der Immaterialität des Geistes, wie sie zurückgehend auf Aristoteles, Averroes und Avicenna verstanden wurde, deren wichtigstes Argument er so einordnet, dass beim Erkennen des Geistes allgemeine Formen erkannt werden und diese erkennende Leistung von keinem körperlichen, zeiträumlichen Vermögen im hic et nunc herrühren könnten.
Arthur Schopenhauer sah das Spezifische im Menschen darin, dass er sich vom hic et nunc Gegebenen distanzieren könne durch seine Vorstellungen wie sie z. B. Erinnerungen, Grundsätze und Maximen sind.
Für Edmund Husserl ist ein Gegenstand wirklich und nichts anderes, als was er im hic et nunc direkt ist wie zum Beispiel als farbige Fläche. Es gibt nach seiner Auffassung kein denkbares Ding, das ohne Beziehung auf das hic et nunc denkbar wäre, das dem jeweils bestimmenden Menschen zukommt. Jede objektive Bestimmung der Zeit hat für Husserl einen Verständnisinhalt in seinem zwar veränderlichen, aber als Grundpunkt notwendigen Jetzt und Hier.
Martin Heidegger fragt in einer Rezension zu Karl Jaspers nach dem Sinn des „Ich bin“ und stellt diese Frage als zentral heraus. Das Ich sei das konkrete faktische Selbst, das in der historischen jeweiligen Eigenerfahrung zu verstehen ist. Der jeweilige Mensch begegne sich selbst auch in einem leiblich-konkreten Lebensvollzug, in einer eigenen im hic et nunc gelebten geistesgeschichtlichen Situation.
Ernst Bloch erwähnt die Wendung in Das Prinzip Hoffnung in einem Absatz über Faust. Eine Tragödie von Johann Wolfgang von Goethe. Hier geht es um den Augenblick, der das menschliche Schlussproblem überhaupt, das intensive Jetzt und Da im erfüllten Augenblick, sei. Der Augenblick sei das „Daß-Rätsel des Seins“. Wenn der Augenblick im Faust angesprochen wird mit „Verweile doch, du bist so schön“, zeige sich eine „Leittafel“ der Metaphysik für eine erfüllte Existenz. Das Schaudern der Menschheit zeige sich, wenn die Figuren der Unruhe mit dem Cantus firmus des Hic et nunc in der Welt und dem angestrebten Nunc stans zusammenklingen.
Theodor W. Adorno entwickelt die Theorie der Aura aus Walter Benjamins Das Kunstwerk im Zeitalter seiner technischen Reproduzierbarkeit weiter und urteilt, dass bereits die traditionelle Kunst vor der technischen Reproduzierbarkeit das reine hic et nunc, von dem Benjamin sprach, erschüttert habe, wie auch die Aura von der Massenproduktion beschlagnahmt würde.
Gilles Deleuze sucht in dem Philosophen Alfred North Whitehead einen Verbündeten in der Gegnerschaft zur Dominanz von Identität und Repräsentation in der Philosophie, kritisiert aber Whiteheads spekulative Metaphysik in Prozess und Realität und spricht in diesem Zusammenhang von hic et nunc. Für Whitehead steht die Ewigkeit der Objekte im Gegensatz zur flüchtigen Natur tatsächlicher Ereignisse, womit Whitehead das Problem des Nihilismus lösen möchte.
In der Analytischen Philosophie forderte Wolfgang Stegmüller in Beschäftigung mit der Frage nach der Referenz in Bezug auf Saul Kripke, dass das Konzept des Sprachspiels von Ludwig Wittgenstein ergänzt werden müsse, weil Bedeutung und Referenz einen kausalen Aspekt habe. Der Mensch steht in einer komplizierten Kausalkette, die bei einem Gegenstand der Welt beginnt. Die Extension von einem konkreten Wort wie beispielsweise „Zitrone“ hänge von der raum-zeitlichen Beziehung einer Person und dem jeweiligen hic et nunc gegebenen Stück Materie ab. Dieses Konzept hätte auch Konsequenzen für die Wissenschaftstheorie.
In der Diskurstheorie des Rechts, die mit der Konsenstheorie der Wahrheit zusammenhängt, bezieht sich Jürgen Habermas auf ein Argument Hilary Putnams: Eine jeweils hic et nunc für wahr gehaltene Auffassung müsse von einer unter idealen Bedingungen überzeitlich gedachten wahren Auffassung unterschieden werden, weil andernfalls kein reflexives Lernen möglich wäre und Rationalitätsstandards nicht verbessert werden könnten. Jede hic et nunc ernst genommene Überzeugung hat nach dieser Theorie einen Anspruch zu gelten, der über den Augenblick des jeweiligen Gespräches hinausweist und dem ein Raum und Zeit überschreitendes Element wenigstens in einer idealen Vorstellung innewohnt. Hans-Herbert Kögler, ein Schüler von Jürgen Habermas, deutet dessen Zusammenfassung von Putnams Argument so, dass kulturelle Normen und Standards nicht unhintergehbar festlegen könnten, was als wahr und berechtigt gilt, weil sonst eine Kritik und Reflexion der meistens unausgesprochen unterstellten Voraussetzungen des jeweiligen Sprechers in Begegnung mit Sprechern anderer Diskursgemeinschaften gar nicht denkbar wäre. Ein idealisierender Bezugspunkt einer objektiven Welt müsse unterstellt werden, der die Unterschiede verschiedener Auffassungssysteme wenigstens denkbar überbrücken kann.
Wolfgang Welsch sah in der Mitte der 1990er Jahre die Schnelligkeit der elektronischen Entwicklung die Langsamkeit und Einmaligkeit aufwerten. Die elektronische Allgegenwart und die virtuellen Möglichkeiten auch der Wiederholung weckten Sehnsucht nach einer anderen Einmaligkeit und unwiederholbaren Präsenz des hic et nunc.

## Theologie
Aus theologischer Sicht der Gegenwart gibt es eine jeweils hic et nunc unaufgehobene Widersprüchlichkeit des personalen Lebens, in der die sittliche Kraft eine Rolle spielt. Der Mensch hat aus dieser Sicht zwar die Chance zum sittlichen Handeln, aber es gibt eine jeweils hic et nunc unerforschliche Weisheit Gottes.

## Soziologie
Auch in der Soziologie der Situation der Gegenwart wird das menschliche Gewordensein in Raum und Zeit in seiner jeweiligen Situation mit dem hic et nunc beschrieben.

## Psychologie
In der Denkpsychologie wurde versucht, eine systematische Selbstbeobachtung zu entwickeln. Psychologen wie Narziß Ach und Karl Bühler entwickelten Versuche, in denen die psychischen Tatsachen des Denkens selbst unmittelbar gefasst und das im hic et nunc beim Denken Erlebte bestimmt werden sollte.

## Rechtswissenschaft
In der Rechtswissenschaft wird der Begriff benutzt, um die Frage zu erläutern, wie die Frage nach der Gerechtigkeit in einer jeweiligen Situation zu beurteilen ist.